# Пресс, Герман Куставович
Герман Куставович Пресс (эст. Herman Press; 18 декабря 1908, мыза Гогенгольм, Эстляндская губерния, Российская империя (ныне Кыргессааре, волость Хийумаа, Эстония) — 14 января 1996, Таллин, Эстония) — рабочий, депутат Верховного совета СССР 2-го созыва.

## Биография
Отец Пресса погиб в 1915 году на Первой мировой войне. Согласно советским предвыборным агитационным материалам, родился в семье ремесленника, с детства после смерти отца вынужден был трудиться пастухом, посещая школу только зимой, в дальнейшем часто оказывался безработным.
В Советской Эстонии работал модельщиком на таллинском машиностроительном Заводе № 9, участвовал в стахановском движении. В 1946 году избран депутатом Верховного совета СССР 2-го созыва (1946—1950) от таллинского района Копли (избирательный округ № 376), беспартийный. В 1948 г. избран депутатом Таллинского городского совета народных депутатов, в это время был кандидатом в члены ВКП(б).
Награждён орденом «Знак почёта».
Похоронен на таллинском кладбище Пярнамяэ.

## Семья
В декабре 1935 года в Таллине женился на Эльфриде-Йоханне Бооманн (1909—2002). Двое детей.